# 香港細辛
香港細辛（学名：Asarum hongkongense）又名土三七，是香港特有的木蘭植物綱木蘭亞綱馬兜鈴目馬兜鈴科細辛屬植物，於1980年代在香港被人發現，於1990年《植物分類學報》第28卷第五期發表。現在香港醫學博物館草藥園亦有種植。外貌酷似參薯的香港細辛的是新界大嶼山特有的地道草藥，多年生草本，具根狀莖，根稍肉質，芳香，心葉落葵薯，藤子三七等。花期大約為2至4月。味苦辛性溫；含有微毒，具散寒、止咳、止痛功能。

## 外部連結
- 馬兜鈴科藥材被禁始末 （页面存档备份，存于）
- 草藥園：小小神農架  五味貫中西